# گالبادا
گالبادا (به لاتین: Galbada) یک منطقهٔ مسکونی در سری‌لانکا است که در استان جنوبی (سری‌لانکا) واقع شده‌است.